# Communauté de communes des Pays de Cayres et de Pradelles
La communauté de communes des Pays de Cayres et de Pradelles est une communauté de communes française, située dans le département de la Haute-Loire et la région Auvergne-Rhône-Alpes.

## Historique
Elle est créée le 1er janvier 2001.
En fusionnant avec Saint-Privat-d'Allier, le 1er janvier 2017, Saint-Didier-d'Allier quitte l'intercommunalité.
Le 1er janvier 2018, les communes de Saint Christophe d'Allier et Saint Vénérand rejoignent la communauté de communes en provenance de la communauté de communes des Rives du Haut Allier.

## Territoire communautaire

### Composition
La communauté de communes est composée des 20 communes suivantes :

| Nom                       | Code Insee | Gentilé       | Superficie (km2) | Population (dernière pop. légale) | Densité (hab./km2) |
| ------------------------- | ---------- | ------------- | ---------------- | --------------------------------- | ------------------ |
| Costaros (siège)          | 43077      | Costarossiens | 3,85             | 552 (2022)                        | 143                |
| Alleyras                  | 43005      |               | 24,86            | 153 (2022)                        | 6,2                |
| Arlempdes                 | 43008      | Arlempdois    | 13,74            | 148 (2022)                        | 11                 |
| Barges                    | 43019      | Bargeois      | 7,02             | 106 (2022)                        | 15                 |
| Le Bouchet-Saint-Nicolas  | 43037      | Bouchitois    | 19,31            | 271 (2022)                        | 14                 |
| Cayres                    | 43042      | Cayrois       | 29,22            | 687 (2022)                        | 24                 |
| Lafarre                   | 43109      | Farrous       | 13,02            | 82 (2022)                         | 6,3                |
| Landos                    | 43111      | Landossiens   | 36,51            | 869 (2022)                        | 24                 |
| Ouides                    | 43145      |               | 10,69            | 52 (2022)                         | 4,9                |
| Pradelles                 | 43154      | Pradelains    | 17,48            | 535 (2022)                        | 31                 |
| Rauret                    | 43160      |               | 20,75            | 200 (2022)                        | 9,6                |
| Saint-Arcons-de-Barges    | 43168      |               | 15,38            | 116 (2022)                        | 7,5                |
| Saint-Christophe-d'Allier | 43173      |               | 19,3             | 86 (2022)                         | 4,5                |
| Saint-Étienne-du-Vigan    | 43180      |               | 9,43             | 90 (2022)                         | 9,5                |
| Saint-Haon                | 43192      |               | 37,57            | 277 (2022)                        | 7,4                |
| Saint-Jean-Lachalm        | 43198      |               | 34,64            | 303 (2022)                        | 8,7                |
| Saint-Paul-de-Tartas      | 43215      |               | 27,47            | 193 (2022)                        | 7                  |
| Saint-Vénérand            | 43225      |               | 9,68             | 60 (2022)                         | 6,2                |
| Séneujols                 | 43238      | Séneujolais   | 12,24            | 301 (2022)                        | 25                 |
| Vielprat                  | 43263      |               | 7,24             | 67 (2022)                         | 9,3                |

### Démographie
| 1968  | 1975  | 1982  | 1990  | 1999  | 2009  | 2014  | 2020  |
| ----- | ----- | ----- | ----- | ----- | ----- | ----- | ----- |
| 8 115 | 7 054 | 6 223 | 5 509 | 5 220 | 5 337 | 5 272 | 5 159 |

## Administration

### Siège
Le siège de la communauté de communes est situé à Costaros.

### Les élus
Le conseil communautaire de la communauté de communes se compose de 38 conseillers, représentant chacune des communes membres et élus pour une durée de six ans.
Ils sont répartis comme suit :
| Nombre de conseillers | Communes |
| --------------------- | --- |
| 5                     | Landos |
| 4                     | Cayres |
| 3                     | Costaros, Pradelles                                                                                         |
| 2                     | Alleyras, Le Bouchet-Saint-Nicolas, Rauret, Saint-Haon, Saint-Jean-Lachalm, Saint-Paul-de-Tartas, Séneujols |
| 1 (+ 1 suppléant)     | les 9 autres communes                                                                                       |

### Présidence
Le président actuel de la communauté de communes est Paul Braud, maire DVD de Saint-Jean-Lachalm.
| Période                                  | Période  | Identité   | Étiquette | Qualité                     |
| ---------------------------------------- | -------- | ---------- | --------- | --------------------------- |
| Les données manquantes sont à compléter. |          |            |           |                             |
| ?                                        | En cours | Paul Braud | DVD       | maire de Saint-Jean-Lachalm |

### Régime fiscal et budget
Le régime fiscal de la communauté de communes est la fiscalité professionnelle unique (FPU).